# Archigny
Archigny – miejscowość i gmina we Francji, w regionie Nowa Akwitania, w departamencie Vienne.
Według danych na rok 1999 gminę zamieszkiwało 987 osób, a gęstość zaludnienia wynosiła 14 osób/km² (wśród 1467 gmin regionu Poitou-Charentes Archigny plasuje się na 316. miejscu pod względem liczby ludności, natomiast pod względem powierzchni na miejscu 13.).